# Guilhabreu
Guilhabreu ist eine Gemeinde im Nordwesten Portugals.
Guilhabreu gehört zum Kreis Vila do Conde im Distrikt Porto, besitzt eine Fläche von 6,5 km² und hat 2190 Einwohner (Stand 19. April 2021).